# أرت جونز (لاعب كرة قاعدة)
أرت جونز (بالإنجليزية: Art Jones)‏ هو لاعب كرة قاعدة أمريكي، ولد في 7 فبراير 1906 في كيرشاو في الولايات المتحدة، وتوفي في 25 نوفمبر 1980 في كولومبيا في الولايات المتحدة.

## وصلات خارجية
- أرت جونز على موقعبيزبول رفرنس.كوم (الدوري الرئيسي) (الإنجليزية)
- أرت جونز على موقعبيزبول رفرنس.كوم (الدوري الثانوي) (الإنجليزية)